# Salvage-Pathway
Salvage-Pathway (englisch; deutsch „Bergungsweg“) ist allgemein die Bezeichnung für Stoffwechselwege, die die Synthese eines Biomoleküls aus seinen Abbauprodukten bewerkstelligen – eine Form des Recycling. Ein Salvage-Pathway ist eine Form eines biochemischen Rückgewinnungsprozesses. Im Besonderen ist mit Salvage-Pathway derjenige für Purinnukleotide gemeint.

## Purinnukleotid-Salvage
Der Salvage-Pathway dient im Zytoplasma der Bildung von Mononukleotiden aus den freien Purinbasen Adenin, Guanin und Hypoxanthin. Neben dem Abbau zu Harnsäure stellt er mit 90 % den Hauptstoffwechselweg für freie Purine dar. Er ist gegenüber der De-novo-Biosynthese von Purinmononukleotiden deutlich energieeffizienter.

### Verfahren
Auf eine freie Purinbase wird unter Abspaltung von Pyrophosphat ein Ribosephosphat aus Phosphoribosylpyrophosphat (PRPP) übertragen. Dabei entsteht das entsprechende Nukleotid.
Die katalysierenden Enzyme werden allosterisch durch PRPP aktiviert und durch ihre Produkte gehemmt.
| Purinbase   | + PRPP = Nukleotid         | mittels Enzym                                        |
| ----------- | -------------------------- | ---------------------------------------------------- |
| Adenin      | Adenosinmonophosphat (AMP) | Adenin-Phosphoribosyltransferase (APRT)              |
| Guanin      | Guanosinmonophosphat (GMP) | Hypoxanthin-Guanin-Phosphoribosyltransferase (HGPRT) |
| Hypoxanthin | Inosinmonophosphat (IMP)   | Hypoxanthin-Guanin-Phosphoribosyltransferase (HGPRT) |

### Klinik
Bei einem Defekt im Salvage-Pathway kann es zur Hyperurikämie kommen.
Ein genetischer Defekt der HGPRT führt zum Lesch-Nyhan-Syndrom.